# (4838) Billmclaughlin
(4838) Billmclaughlin est un astéroïde de la ceinture principale.

## Description
(4838) Billmclaughlin est un astéroïde de la ceinture principale. Il fut découvert le 2 juillet 1989 à l'Observatoire Palomar par Eleanor Francis Helin. Il présente une orbite caractérisée par un demi-grand axe de 2,35 UA, une excentricité de 0,14 et une inclinaison de 8,9° par rapport à l'écliptique.

## Compléments